# Rainaldo
Rainaldo (fl. XII secolo) è stato un architetto italiano.

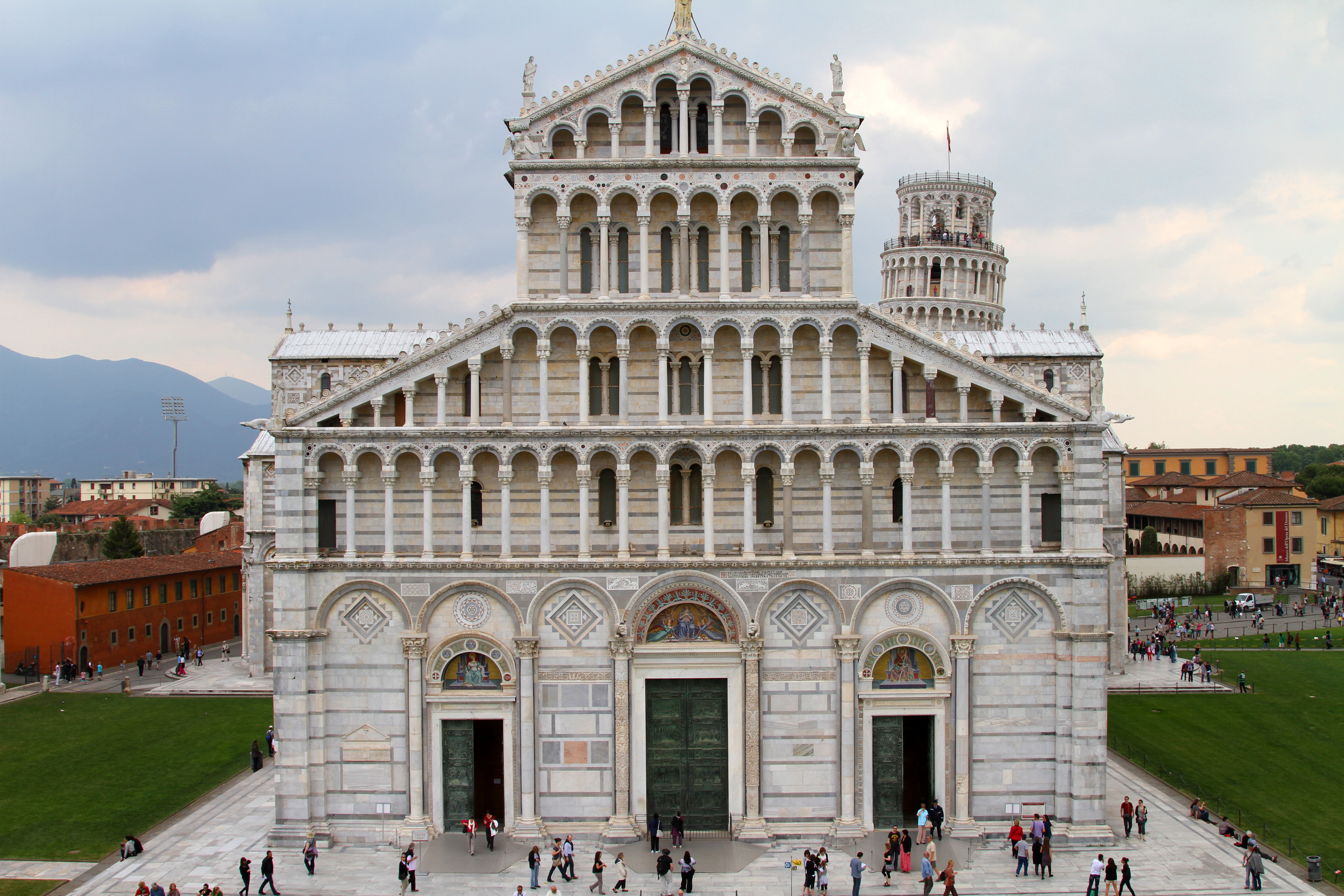
Facciata della Cattedrale di Pisa

L'unica opera sicura di Rainaldo furono le modifiche al Duomo di Pisa a completare l'opera di Buscheto, rendendo il duomo come lo vediamo adesso, perché confermata da un epitaffio inciso nel marmo, in latino, in cui è scritto: "Rainaldo, l'operaio abile e capomaestro, eseguito questo lavoro meraviglioso, costoso e lo ha fatto con incredibile abilità e ingegnosità" (testo originale dell'epigrafe in latino: "Hoc opus eximium, tam mirum, tam pretiosum Rainaldus prudens operator et ipse magister constituit mire, sollerter et ingeniose").

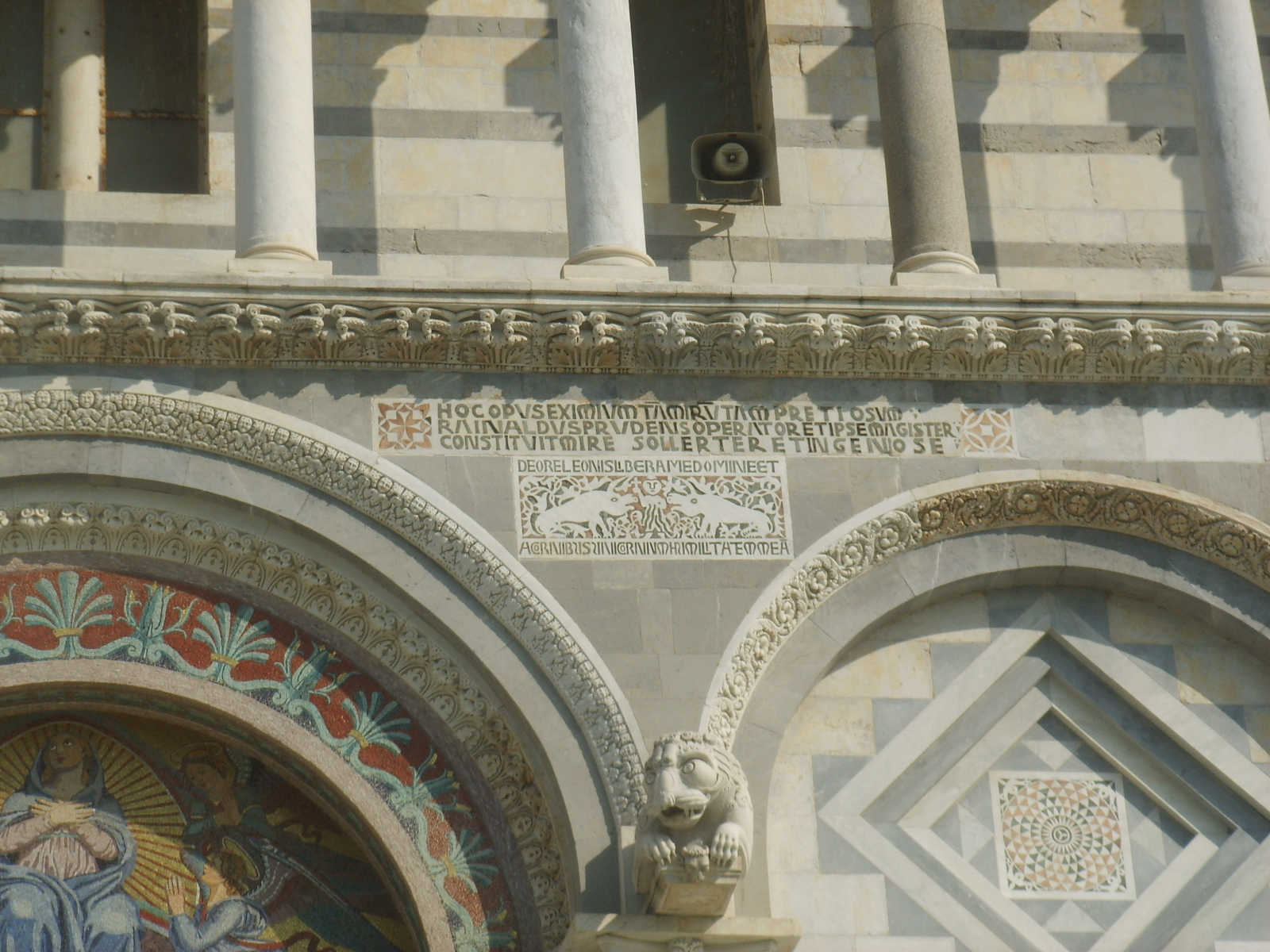
Facciata del duomo, epitaffio dedicato a Rainaldo

## Il duomo di Pisa
Con queste modifiche Rainaldo allungò le navate aggiungendo tre campate, sempre seguendo lo stile di Buscheto, con le stesse arcate cieche e colonne, trasformando la pianta da croce greca a croce latina; allargò il transetto.
Costruì una nuova facciata, costruita quasi completamente di marmo bianco intervallato da marmo nero chiaro, fatta nella parte superiore un motivo formato da quattro ordini di corridoi aperti accessibili o loggette di derivazione lombarda, che verrà imitato da molte altre chiese toscane, dietro cui si aprono varie monofore, bifore e trifore. Nella parte inferiore ci sono tre grandi portoni sormontati da mosaici, e quattro finte porte arricchite da intarsi marmorei policromi, e con in cima all'edificio le statue della Madonna e dei quattro evangelisti.
Il periodo temporale preciso in cui sono avvenute le modifiche di Rainaldo è incerto: secondo alcuni studiosi le modifiche di Rinaldo sarebbero cominciate subito dopo la morte di Buscheto, che probabilmente è avvenuta intorno all'anno 1100; secondo altri invece sarebbero cominciate intorno all'anno 1140. Riguardo alla data della fine dei lavori è abbastanza sicuro che essa sia nel 1180, documentata sui battenti bronzei fatti da Bonanno Pisano per la porta maggiore della facciata.
All'interno della chiesa si può distinguere abbastanza facilmente la parte costruita da Buscheto e quella costruita da Rainaldo: infatti tutto l'edificio è sprofondato nel terreno, ma la parte costruita da Buscheto, più antica, è più in basso, e tra le due parti c'è un leggero dislivello.
Inoltre sappiamo pure il suo modo di organizzare la manodopera: al contrario di Buscheto, che faceva lavorare la manodopera tutta insieme, Rainaldo aveva diviso la manodopera di scultori in due gruppi: il primo specializzato negli intarsi e nelle rifiniture molto minute di gusto arabeggiante, a cui capo c'era proprio Rainaldo, l'altro in un modo di scolpire decisamente più plastica probabilmente capeggiato da Guglielmo.